# Ботнијско море
Ботнијско море (швед. Bottenhavet, фин. Selkämeri) је море које раздваја Ботнијски залив на северу од Балтичког мора које се налази јужно. 
Море се налази између Шведске на западу, Финске на истоку и Оландског и Архипелашког мора на југу . Површина овог мора је око 79.000 км2. Највећи приморски градови, од југа ка северу, су Раума и Пори у Финској и Гäвле и Сундсвалл у Шведској. Градови Умеа и Вааса леже на крајњем северу, у близини Ботнијског залива.